# PKF APOGEO Group
PKF APOGEO Group, SE je česká poradenská skupina působící na českém trhu od roku 2001. Společnost patří do poradenské sítě PKF Global[ve zdroji nenalezeno] nabízející služby consultingu.[ve zdroji nenalezeno] Tuto síť tvoří více než 530 kanceláří s více než 20 000 zaměstnanci poskytující poradenské služby ve 150 zemích. Hlavní sídlo společnosti je v Praze, pobočka je v Brně. Zakladatelem společnosti je Josef Jaroš a spoluzakladatelem Vítězslav Hruška. Společnost má dva členy správní rady, řídícího partnera, 4 senior partnery a 7 partnerů v jednotlivých oblastech, a zaměstnává více než 140 pracovníků.

## Profil
Do této poradenské skupiny patří: PKF APOGEO Esteem, a.s., PKF APOGEO Transaction s.r.o., PKF APOGEO Payroll, s.r.o., PKF APOGEO Audit, s.r.o., PKF APOGEO Tax, s.r.o., PKF APOGEO Accounting, s.r.o., PKF Family Office, s.r.o., SMART Office and Companies, s.r.o., PKF APOGEO Advisory, s.r.o., PKF APOGEO Systems, s.r.o. a PKF APOGEO Verifica, s.r.o.
Společnosti PKF APOGEO je jedním ze zakladatelů Asociace pro podporu a rozvoj svěřenských fondů. PKF APOGEO Esteem, a.s. je členem České komory odhadců majetku, PKF APOGEO Tax, s.r.o. je členem Komory daňových poradců České republiky, PKF APOGEO Audit, s.r.o. členem Komory auditorů České republiky. PKF APOGEO Group, SE působí v orgánech  Asociace malých a středních podniků a živnostníků ČR. V březnu 2022 vydala svou první odbornou publikaci pod názvem Svěřenský fond - návod k použití jako spoluautor. Tato publikace byla vydána za vydatné podpory skupiny PKF APOGEO a Asociace pro podporu a rozvoj svěřenských fondů. V roce 2024 vydalo druhé aktualizované a rozšířené vydání.[zdroj?]

## Ocenění
Společnosti skupiny získaly v roce 2019 ocenění Symbol úspěšných a 100 nejobdivovanějších pořádaných Management Excellence Award za dosahování stabilních hospodářských výsledků a plnění kritérií v oblasti systémového přístupu k řízení a organizaci firmy. Skupina PKF APOGEO se umístila v žebříčku „Českých 100 Nejlepších“ pro rok 2021, který sestavuje spolek COMENIUS. Dále obdržely ocenění Top Rating od Dun & Bradstreet, které je mezinárodně uznávané.[zdroj?]V červnu 2024 proběhlo celostátní kolo soutěže Pluxee Zaměstnavatel roku 2024, kde v kategorii do 500 zaměstnanců pro oblast Prahu obsadily 3. místo a v celostátním kole 10. místo.

## Historie
Společnost vznikla v roce 2001 pod názvem ASSET TAX. Společnost se zaměřovala na mezinárodní daňové plánování, strukturovaní transakcí, správu korporátních struktur a prodej ready-made společností v ČR a zahraničí. V roce 2006 byly veškeré poradenské služby sjednoceny pod značkou APOGEO. Zakládání a prodej „ready made“ společností se prezentují pod společností SMART COMPANIES. Obě společnosti byly součástí české investiční skupiny Natland. V roce 2010 se změnila vlastnická struktura skupiny formou MBO (management buy-out) a v roce 2011 vznikla APOGEO Group. V roce 2017 vstoupila společnost do mezinárodní poradenské sítě PKF International. V roce 2022 se přejmenovala společnost APOGEO na PKF APOGEO Group, SE. Od roku 2023 se společnost stala členy Svazu průmyslu a dopravy ČR. Následně se v roce 2024 stala součástí mezinárodní sítě Pandea Global M&A, která je globální sítí vybraných nezávislých firem s primárním zaměřením na vznik a realizaci fúzí a akvizic na středním trhu. Dále rozšířila své členství v International Fiscal Association, Česká republika. Zároveň se společnost stala členem Hospodářské komory a klubu Business Friends.

## Vzdělávání
Společnost PKF APOGEO Group, SE pravidelně vzdělává a školí nejen na oborových konferencích a seminářích, ale rovněž studentům na veřejných i soukromých vysokých školách. Zároveň pořádají vlastní vzdělávací workshopy na aktuální témata, kde přednášejí odborníci ze společnosti.
Školící agentury, ve kterých PKF APOGEO vzdělává: Nakladatelství FORUM, s.r.o., 1.VOX, s.r.o., Školení pro účetní a Videolektor. Dále PKF APOGEO pravidelně přednáší na ekonomických vysokých školách v Praze a v Brně a to na VŠE a zároveň VŠE - fakulta podnikohospodářská, VŠFS - kde se byl jmenován Managing Partner Tomáš Pacovský členem Věděcké rady VŠFS a Senior Partner Tomáš Brabec členem Rady pro vnitřní hodnocení VŠFS, dále MENDELU, MUNI ECON a na středních školách Českoslovanská akademie obchodní Dr. Edvarda Beneše a Obchodní akademie Heroldovy sady.